# Curimopsis maritima
Curimopsis maritima là một loài bọ cánh cứng trong họ Byrrhidae. Loài này được Marsham miêu tả khoa học năm 1802.